# Municipio de Fairfield (condado de Highland)
El municipio de Fairfield (en inglés: Fairfield Township) es un municipio ubicado en el condado de Highland en el estado estadounidense de Ohio. En el año 2010 tenía una población de 3764 habitantes y una densidad poblacional de 36,6 personas por km².

## Geografía
El municipio de Fairfield se encuentra ubicado en las coordenadas 39°20′19″N 83°33′21″O / 39.33861, -83.55583. Según la Oficina del Censo de los Estados Unidos, el municipio tiene una superficie total de 102.83 km², de la cual 102,8 km² corresponden a tierra firme y (0,03 %) 0,03 km² es agua.

## Demografía
Según el censo de 2010, había 3764 personas residiendo en el municipio de Fairfield. La densidad de población era de 36,6 hab./km². De los 3764 habitantes, el municipio de Fairfield estaba compuesto por el 97,61 % blancos, el 0,32 % eran afroamericanos, el 0,45 % eran amerindios, el 0,11 % eran asiáticos, el 0,03 % eran de otras razas y el 1,49 % eran de una mezcla de razas. Del total de la población el 0,93 % eran hispanos o latinos de cualquier raza.